# Charles Messier
Charles Messier (n. 26 iunie 1730, Badonviller, Meurthe-et-Moselle, Lorena – d. 12 aprilie 1817, Paris) a fost un astronom francez.
Messier a fost un eminent vânător de comete, el reușind să descopere nu mai puțin de 20 de comete. 13 dintre ele îi poartă numele, Messier fiind recunoscut ca primul descoperitor al lor. 
În prezent, Messier este cunoscut mai cu seamă prin Catalogul Messier, un catalog care cuprinde 110 corpuri cerești: galaxii, roiuri stelare și nebuloase. Pentru multe dintre aceste obiecte Messier a fost primul care le-a observat.
Un crater de pe lună și asteroidul 7359 Messier îi poartă numele.

## Biografie

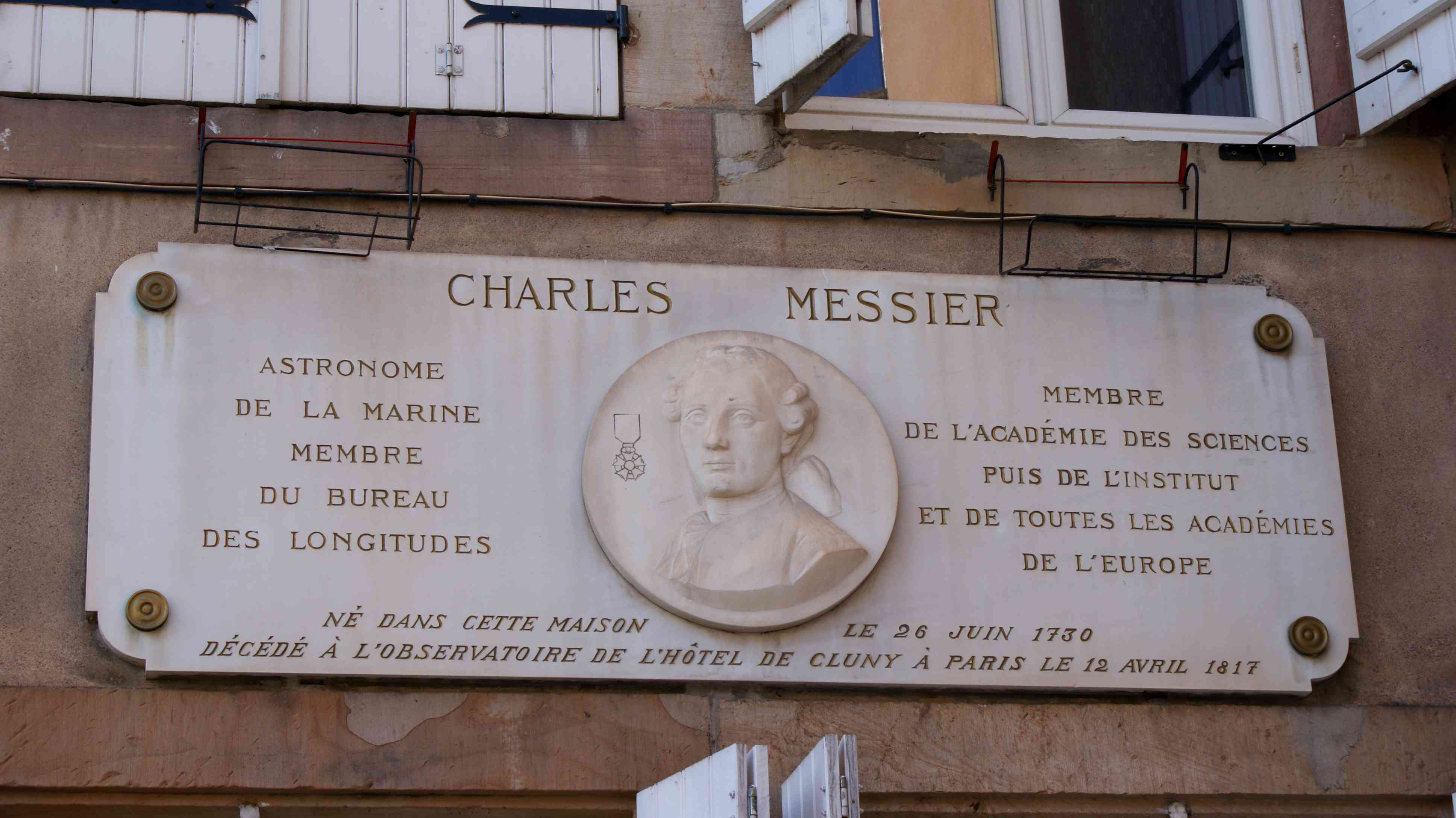
Placă pe casa natală a lui Charles Merssier

Charles Messier era al zecelea dintr-o familie numeroasă de doisprezece copii. S-a născut la Badonviller, Lorena, la 26 iunie 1730. Părinții săi, Nicolas Messier (1682-1741) și Françoise născută Grandblaise (?-1765), erau de  origine modestă. Tatăl său era administrator în principatul Salm-Salm, în Vosgi.
Charles Messier a lucrat cu Joseph-Nicolas Delisle la obsevatorul de la Hôtel de Cluny.
A studiat, cu multă scrupulozitate, 44 de comete și a descoperit 22 între 1760 și 1801, uneori împreună cu alți astronomi, printre care figurează Pierre Méchain și Alexis Bouvard.
Ludovic al XV-lea l-a numit vânător de comete.
A fost recunoscut mai ales prin catalogul său de 110 obiecte de pe cerul profund, cu aspect difuz roiuri stelare și nebuloase în sensul epocii, catalog pe care l-a făcut în intenția căutătorilor de comete cu scopul de a evita orice confuzie cu aceste obiecte fixe, însă stranii. Astăzi, acest catalog nu mai este folosit atât de vânătorii de comete, cât de astronomii amatori doritori de a avea o privire asupra obiectelor celor mai spectaculoase pe care le-ar putea găsi pe cerul nocturn. A repertoriat, într-adevăr, cea mai mare parte a roiurilor, nebuloaselor și galaxiilor celor mai strălucitoare de pe cerul boreal și, în mai mică măsură, austral.
La bătrânețe, în 1806, Charles Messier a fost onorat de Napoleon, cu Crucea Legiunii de Onoare. Apoi, Messier și-a pierdut o parte din reputația științifică din cauza unui memoriu în care a dedicat Marea Cometă din 1769 împăratului, născut în același an.

### Sfârșitul vieții
Charles Messier a murit la Paris, la 12 aprilie 1817, la vârsta de 86 de ani. A fost înhumat în Cimitirul Père-Lachaise la Paris.

## Comete descoperite de Charles Messier
- C/1760 B1 (Messier)
- C/1763 S1 (Messier)
- C/1764 A1 (Messier)
- C/1766 E1 (Messier)
- C/1769 P1 (Messier)
- D/1770 L1 (Lexell)
- C/1771 G1 (Messier)
- C/1773 T1 (Messier)
- C/1780 U2 (Messier)
- C/1788 W1 (Messier)
- C/1793 S2 (Messier)
- C/1798 G1 (Messier)
- C/1785 A1 (Messier-Mechain)

## Onoruri
Canalul Messier din sudul statului Chile, asteroidul (7359) Messier și un crater lunar de 11 km au primit numele său.